# Gare de Brakerøya
La gare de Brakerøya est une gare ferroviaire norvégienne située sur la commune de Drammen et destinée exclusivement au trafic local. Elle fut mise en service en 1873 soit un an après l'inauguration de la ligne. Lorsque le tunnel de Lieråsen fut ouvert en 1873, le bâtiment de la gare fut détruit.
Elle se situe à 50,76 km d'Oslo.